# Discoring

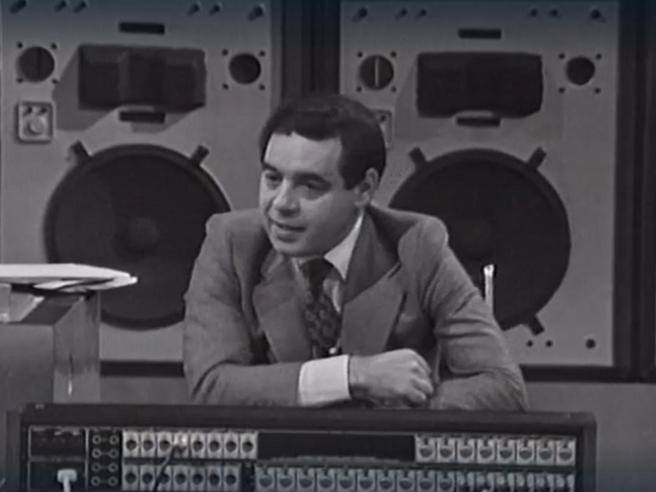
Gianni Boncompagni lors de l’inauguration de l’émission télévisée Discoring sur Rai Uno.

Discoring est une émission musicale diffusée par Rai 1 de 1977 à 1989, créée par Gianni Boncompagni, diffusée  le dimanche. Le programme est similaire à l'émission anglaise Top of the Pops.

## Histoire
Le premier épisode de Discoring est diffusé le 20 février 1977. La formule prévoit la participation en playback de chanteurs et groupes italiens et internationaux et un récapitulatif de la liste des albums et singles les plus vendus.
Au fil des années plusieurs présentateurs se sont succédé : Gianni Boncompagni (assisté d'Antonella Giampaoli puis de Roberta Manfredi), Awana Gana, Claudio Cecchetto, le trio Anna Pettinelli - Isabel Russinova - Emanuela Falcetti? puis Jocelyn, Kay Rush, Sergio Mancinelli et Carlo Conti.
Plusieurs thèmes de générique du spectacle, tels que Guapa de Bus Connection et Che gatta de Baba Yaga sont répertoriés au hit-parade italien.
L'émission est l'une des dernières productions de la RAI TV du noir et blanc. Les deux premières saisons sont diffusées en noir et blanc, puis à partir de la troisième saison, un an et demi après le début de la diffusion couleur de la RAI, l'émission commence à être diffusée en couleur .